# Mirna van der Hoeven
Hermina Johanna (Mirna) van der Hoeven-Jansen (Den Haag, 8 mei 1948) is een voormalige Nederlandse atlete. Zij excelleerde in de tweede helft van de jaren zestig van de twintigste eeuw met name op de 400 m, maar kon ook heel goed uit de voeten op de sprintnummers en, naar later zou blijken, de 800 m. Zij nam eenmaal deel aan de Olympische Spelen en bereikte bij die gelegenheid de finale.

## Biografie

### Brons op Europese jeugdspelen
Nadat zij dat jaar al eerder nationaal jeugdkampioene was geworden op de 100 en 200 m, behaalde Mirna Jansen, die lid was van de Haagse atletiekvereniging Olympia '48, als achttienjarige in 1966 haar eerste internationale succes. Tijdens de eerste Europese jeugdspelen in Odessa veroverde zij in 24,5 een bronzen plak op de 200 m, naast een zesde plaats op de 100 m.

### Finaliste op Olympische Spelen
Twee jaar later, in 1968, beleefde de Haagse atlete in alle opzichten een topjaar. In mei trouwde zij, in augustus behaalde ze de nationale titel op de 400 m en in oktober drong ze bij de Olympische Spelen in Mexico door tot de finale op de 400 m, nadat zij in haar serie en halve finale het Nederlandse record tot tweemaal toe had verbeterd naar 53,1 respectievelijk 52,6. Voor de finale waren de verwachtingen dus hooggespannen. Op de dag dat het erop aankwam werd ze echter kansloos achtste in 53,0. Op drie achtereenvolgende dagen een topprestatie neerzetten bleek te veel van het goede.

### Overstap naar 800 m
De volgende jaren kwam Mirna van der Hoeven nauwelijks in actie. Verschijnselen van oververmoeidheid in 1969, een beenblessure in 1970, gevolgd door de geboorte van haar zoon in 1971 stonden aansprekende atletiekprestaties in de weg. Pas in het olympische jaar 1972 raakte Mirna in prestatief opzicht weer in goeden doen en scoorde zij in korte tijd 54,3 op de 400 m en 2.04,9 op de 800 m. Beide prestaties gaven uitzicht op deelname aan zowel de 800 m als de 4 × 400 m estafette tijdens de Olympische Spelen in München.

### München '72 gemist door blessure
Zover kwam het echter nooit. Bij een 800-meterwedstrijd in Italië werd Van der Hoeven door een Russische atlete uit de baan gelopen. Ze verdraaide op een vreemde manier haar knie, waarna terug in Nederland een gescheurde meniscus werd geconstateerd. Het deed haar precies op de eerste dag van de Olympische Spelen op de operatietafel belanden.

### Einde atletiekloopbaan
Nadien probeerde ze opnieuw terug te komen, maar aansprekende resultaten bleven uit. En toen in 1975 haar tweede kind zich aankondigde, zette Mirna er definitief een punt achter. Het betekende het einde van een veelbelovende atletiekloopbaan.

## Kampioenschappen

### Internationale kampioenschappen
| Onderdeel | Titel                | Jaar |
| --------- | -------------------- | ---- |
| 400 m     | Engels AAA-kampioene | 1968 |

### Nederlandse kampioenschappen
| Onderdeel | Jaar |
| --------- | ---- |
| 400 m     | 1968 |

## Persoonlijke records
| Onderdeel | Prestatie    | Datum           | Plaats      |
| --------- | ------------ | --------------- | ----------- |
| 100 m     | 12,1         | 19 mei 1966     | Leiden      |
| 200 m     | 23,9         | 5 oktober 1968  | Mexico-Stad |
| 400 m     | 52,6 (ex-NR) | 15 oktober 1968 | Mexico-Stad |
| 800 m     | 2.04,9       | 10 juni 1972    | Londen      |